# Ритъм
Ритъм (гръцки език: ῥυθμός – rhythmos, „всяка измерима последователност или движение, симетрия“) е вариация в дължината и акцента на серия от звуци или събития. В лингвистиката, изучаването на ритъма (на речта) е част от песен може да се мензурира, като се спазват цезурите и силните и слабите срички в текста. Метрумът организира ритъма без да го ограничава. Той е израз на вродения у човека усет за симетрия и съразмерност на формите, а ритъмът е израз на стремежа към разнообразие. Тясната връзка на метрума и ритъма намират отражение в термина „метро-ритъм“, който напълно отразява временната организация на музиката. Метро-ритъмът е основно изразно средство. Според броя на метричните времена, метрумите биват двувременни, тривременни и други.
Метруми, които имат едно силно време и едно или две слаби се наричат прости. Метруми, получени от логическото сливане в едно цяло на два или повече прости метрума се наричат сложни. Сложните метруми имат едно силно време и едно или няколко относително силни времена, които представляват силните времена на простите метруми в състава на сложния.
Метрум с определена нотна стойност за едно метрично време е размер. Той се изразява с числена дроб, на която числителят показва броя на времената в такта, а знаменателят – нотната стойност за едно време. Като числен израз на метрума, размерът също може да бъде прост или сложен. Сложните размери съставени от еднакви прости се наричат равноделни. Сложните размери, съставени от различни прости размери, се наричат неравноделни. Тези размери се срещат както в народната музика, така и в професионалната музика.
В българската музика се срещат размери, които се изпълняват толкова бързо (над 180 пулсации в минута), че не е възможно отброяването на метричното време, а се отброяват простите размери в състава на сложния. Например неравноделен 9/8 вместо на 9 се брои на 4 (защото 9/8 се състои от 4 прости размера). Голямото разнообразие на размери в народните песни и танци се обуслява не само от броя и вида на простите размери в състава на сложния, но и от взаимното им разположение, т.е. промяната на местата на дългите им дялове. В народното и професионалното творчество се срещат голям брой неравноделни размери.
Изброяват се най-често срещаните неравноделни размери и техните видове. Срещат се произведения, в които метричната пулсация се оформя от последователната смяна на различни прости и сложни размери с метрична самостоятелност. Такива размери се наричат променливи. Те биват:
- периодично повтарящи се, когато редуването на размери следва определена последователност. Тези размери се поставят един до друг в арматурата.
- непериодично повтарящи се – тогава смяната на размера става в произволен ред. Тогава те не се пишат в арматурата, а пред всяка смяна.

## Свързани термини
- Такт е част от музикално произведение, която започва на силно време и завършва непосредствено преди следващото силно време. Тактовете се делят един от друг с тактова черта. Тя показва силното метрично време, което е след тактовата черта.

- Ауфтакт (предтакт) е част от музикално произведение, която започва на слаб или относително силен метричен момент и завършва непосредствено преди следващия силен метричен момент. Когато едно музикално произведение започва с ауфтакт, последният такт допълва липсващите времена в ауфтакта.

- Акцент е отделянето на даден тон посредством най-голяма сила или по-голяма продължителност спрямо заобикалящите го такива. Чрез него се определя метрума.

- Сродни тоналности са тези, които имат общи тонове помежду си, най-вече паралелните тоналности и тези в доминантно съотношение.